# Astronomische Maßeinheiten
Astronomische Maßeinheiten werden verwendet, um den spezifischen Bedürfnissen der Astronomie und ihren riesigen Dimensionen gerecht zu werden. Dabei geht es vor allem um Massen, Entfernungen und Strahlungsleistung sowie um spezielle Schreibweisen bei Zeitangaben.
Beschrieben werden im Folgenden auch einige typische astronomische Maßsysteme und deren Charakteristika.

## Einführung
Im Vergleich zu den uns vertrauten (terrestrischen) Maßeinheiten sind die Größenordnungen in der Astronomie oftmals sprichwörtlich „astronomisch“, und die menschliche Anschauung droht zu versagen: So beträgt die Entfernung von unserer Sonne zum nächsten Stern (Proxima Centauri) rund 40 Billionen Kilometer; unsere Sonne wiegt zirka 1,9891·1030 kg. Man kann diese Werte zwar mit anderen vergleichen, aber dabei droht jedes Gefühl für die Größenordnung verloren zu gehen.
Daher verwendet man in der Astronomie oft Verhältnisse zu vertrauten Größen, um eine einfachere Vergleichsmöglichkeit zu bekommen.
- Für Entfernungsangaben wird häufig das Lichtjahr (die Strecke, die das Licht in einem Jahr zurücklegt) benutzt. In der Fachsprache bevorzugt man das Parsec, die Entfernung, aus der der Erdbahnradius eine Winkelsekunde weit erscheint.
- Die Masse von Sternen, Planeten oder sonstigen astronomischen Objekten wird oft in Vielfachen der Masse anderer Objekte angegeben, z. B. in Einheiten der Sonnen- oder der Erdmasse.
- Die Angabe eines Winkels in rotationsgebundenen Koordinatensystemen im Zeitmaß, die dem intuitiven Zugang zur Rotationsdauer entgegenkommen, so etwa dem Tag der Erde, also 24 Stunden statt 360 Grad, zum Beispiel Sternzeit {\displaystyle \Theta } = 1h 23m 45s.

## Massen
| Maßeinheit   | Symbol * | Wert in kg   | Vergleichswerte                | Quelle für Wert |
| ------------ | -------- | ------------ | ------------------------------ | --------------- |
| Sonnenmasse  | M☉       | 1,9891·1030  | ≈ 1047,5655 M♃ ≈ 332 946,08 M♁ | (IAU)           |
| Jupitermasse | M♃       | 1,89881·1027 | ≈ 317,8284 M♁                  |                 |
| Erdmasse     | M♁       | 5,9736·1024  | ≈ 81 M☾                        |                 |
| Mondmasse    | M☾       | 7,3480·1022  |                                |                 |

Hinweis: Das Produkt aus der Masse eines Himmelskörpers und Gravitationskonstante ist ca. fünf Dezimalstellen genauer bestimmbar als die Masse selbst. Daher ist auch das Verhältnis der Massen untereinander genauer bestimmbar als die Massen.

## Längen
| Maßeinheit    | Symbol | Wert in km                     | Vergleichswerte    | Quelle für Wert        |
| ------------- | ------ | ------------------------------ | ------------------ | ---------------------- |
| Sonnenradius  | R☉     | 6,957 · 105                    | ≈ 10,3 R♃ ≈ 109 R♁ | (Festlegungen der IAU) |
| Jupiterradius | R♃     | Äquator: 71492 (Pole: 66854)   | ≈ 11,21 R♁         | [ 2 ]                  |
| Erdradius     | R♁     | Äquator: 6378,1 (Pole: 6356,8) | ≈ 3,67 R☾          | [ 2 ]                  |
| Mondradius    | R☾     | 1738                           |                    | (NASA)                 |

| Maßeinheit            | Symbol                 | Wert in Metern  | Vergleichswerte                                                                                 | Bezug | Quelle für Wert |
| --------------------- | ---------------------- | --------------- | ----------------------------------------------------------------------------------------------- | --- | --------------- |
| Astronomische Einheit | AE (international: au) | 149 597 870 700 | ≈ 499 Lichtsekunden ≈ 8,3 Lichtminuten ≈ 215 Sonnenradien ≈ 390 mal mittlerer Abstand Erde-Mond | in etwa der mittlere Abstand Erde–Sonne                                                                                  | [ 5 ]           |
| Lichtjahr             | Lj (international: ly) | 9,46·1015       | ≈ 63241 AE ≈ 0,3066 pc                                                                          | Strecke, die das Licht im Vakuum während eines Julianischen Jahres zurücklegt. Verwendung in der Fachliteratur unüblich. |                 |
| Parsec                | pc                     | 3,09·1016       | = 648000/π AE ≈ 206265 AE ≈ 3,26 Lj                                                             | Aus einer Entfernung von 1 pc erscheint 1 AE unter einem Winkel von ≈1".                                                 |                 |

## Zeit
Nach einer astronomischen Konvention der IAU gibt man
- Zeitpunkte in der Form 1h 23m 45s, moderner auch 01:23:45,
- Zeitdauern aber in der Form 1h 23 m 45s an.

Die Zeitangabe mit ′ und ″ ist nicht üblich, um eine Verwechslung mit Winkelminuten und Winkelsekunden zu vermeiden.
Zur Unterscheidung von Sonnenzeit (bürgerliche Zeit) und Sternzeit wird letztere oft mit einem hochgestellten Stern geschrieben, beispielsweise 
 1h 30m 00s = 1h* 30m* 14,78s*.

## Leistung
Es gibt weiterhin die Konvention, bestimmte Leistungen dadurch zu veranschaulichen, dass man sie z. B. mit der Strahlungsleistung der Sonne, einer ganzen Galaxie oder gleich des gesamten Universums vergleicht.
| Maßeinheit        | Symbol | Wert in Watt | Vergleichswerte | Definition/Bezug | Quelle für Wert |
| ----------------- | ------ | ------------ | --------------- | --- | --------------- |
| Sonnenleuchtkraft | L☉     | 3,828·1026 W |                 | - Leistung der von der Sonne emittierten gesamten elektromagnetischen Strahlung (Strahlungsfluss über alle Wellenlängen, ohne Neutrinos und Sonnenwind). - Gemessen über die Solarkonstante SJ = 1,361 kW/m², der Strahldichte am Ort der Erde. | [ 2 ]           |

## Helligkeit
Die scheinbare Helligkeit (Größenklasse oder magnitudo m) definiert sich allgemein
{\displaystyle m_{2}=m_{1}-2{,}5\cdot \lg \left({\frac {I_{2}}{I_{1}}}\right)}
mit I1,2 Strahlungsintensität (Energie pro Zeit und Fläche in Js−1m−2 = Wm−2). Das ist ein reines Vergleichsmaß, daher braucht man ein Maßnormal:
| Maßeinheit                            | Symbol | Wert | Vergleichswerte                                                                           |
| ------------------------------------- | ------ | ---- | ----------------------------------------------------------------------------------------- |
| scheinbare Helligkeit des Sterns Wega | m0     | 0m   | Polarstern: 2,12m Sirius: −1,6m Vollmond: −12,5m (Durchschnitt über pg/ag) Sonne: −26,87m |